# Mgowo
Mgowo – wieś w Polsce położona w województwie kujawsko-pomorskim, w powiecie wąbrzeskim, w gminie Płużnica.
Obecnie (III 2011 r.) wieś liczy 482 mieszkańców, znajduje się w niej 18 budynków mieszkalnych. Mieści się w niej ujęcie wody pitnej, która jest rozprowadzana po całej gminie Płużnica oraz gminach sąsiadujących.

## Historia
Pierwsze wzmianki o Mgowie pochodzą z 5 sierpnia 1222 roku. Wieś występuje wtedy pod nazwą Głovino. W XVI wieku nazwa wsi to Lehndorf. Od nazwy wsi swoje nazwisko przyjął ród Lehndorffów, późniejszych właścicieli miejscowości Sztynort na Mazurach. Z Mgowa pochodził (był jednym z właścicieli) Zygmunt Działowski, patron Liceum Ogólnokształcącego w Wąbrzeźnie.
W latach 1975–1998 miejscowość administracyjnie należała do województwa toruńskiego.

## Zabytki
Według rejestru zabytków NID na listę zabytków wpisana jest kaplica dworska pw. św. Barbary, 1734 r., nr rej.: A/11/156 z 29.04.1966.
We wsi znajduje się zespół pałacowo-parkowy z kaplicą dworską pw. św. Barbary. Powstała ona w 1710 roku. Najpierw była drewniana, a później murowana. W 1734 roku została wyremontowana przez Konstancję Bagniewską. Dla uczczenia tego wydarzenia umieszczono pamiątkową tablicę nad bocznym wejściem. Swoją formę zachowała do dziś. Jak głosi legenda, pod kapliczką znajduje się kryształowa trumna z ciałem jednej z córek ówczesnych właścicieli Mgowa. Od kaplicy do pałacu prowadzi podziemny tunel, który jest obecnie zawalony.

## Cmentarzysko
W Mgowie odkryto cmentarz kultury wielbarskiej. W latach 1926–1927 podczas eksploatacji żwiru z pagórka znajdującego się na północny wschód od zabudowań dworskich (dawna piaskownia na Karpach) natrafiono na szkielety ludzkie. Znaleziono tam dwa grobowce. Na temat pierwszego nie wiadomo nic bliższego, drugi posiadał bogate wyposażenie – złoty pierścień, dwie bransolety srebrne, wiadro brązowe i szpilę kościaną.
W 1961 roku w północnej części wybierzyska natrafiono na kolejne trzy groby szkieletowe, które uległy zniszczeniu. W jednym grobie, pod kilkoma warstwami kamieni, na głębokości 1,55 m; złożony był szkielet na prawym boku i twarzą na zachód, w pozycji lekko zgiętej. Znaleziono przy nim przęślik i dwa naczynia, z których zachował się tylko puchar. Na podstawie pary bransolet można sądzić, że w grobie II pochowano kobietę, a złota obrączka, srebrne bransolety i wiadro brązowe pozwalają zaliczyć obiekt z Mgowa do grobów kultury wielbarskiej z symbolami wysokiego statusu społecznego zmarłych. Grób II należy datować w ramach faz B2c-B2/C1-C1a najprawdopodobniej na fazę B2/C1-C1a okresu wpływów rzymskich.
W 1992 roku powróciły do Muzeum Archeologicznego w Poznaniu zabytki z metali szlachetnych wywiezione podczas II wojny światowej do Niemiec, a wśród nich złoty pierścień z Mgowa. Pozostałe znaleziska nie zachowały się. Z dokumentacji przetrwały jedynie fotografia pierścienia (nr 3694 w archiwum MAP) oraz rysunek jego przekroju i szkic fragmentu bransolety.

## Urodzeni w Mgowie
- Zygmunt Działowski – polski działacz społeczny, bibliofil, kolekcjoner, poseł do Reichstagu[5].